# Andrew Cohen
Andrew Cohen (13 de maig de 1981) és un exfutbolista maltès de la dècada de 2000.
Fou 65 cops internacional amb la selecció maltesa. Pel que fa a clubs, defensà els colors de Hibernians durant gairebé dues dècades. Posteriorment fitxà pel Gżira United.

## Referències

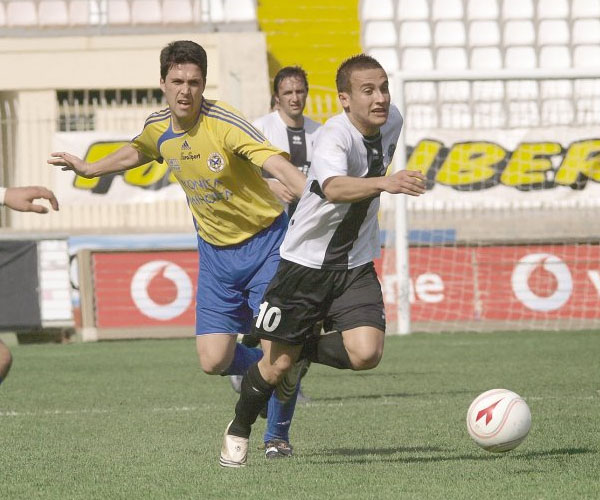
Andrew Cohen lluita amb Brian Said de Marsaxlokk.